# Magnus Krog
Magnus Krog (n. 19 martie 1987, Høydalsmo⁠(d), Telemark, Norvegia) este un sportiv norvegian, medaliat olimpic. A participat la o ediție a Jocurilor Olimpice (2014) în care a câștigat o medalie de aur și o medalie de bronz.